# Saurolophus
Saurolophus ('llangardaix crestat') és un gènere de gran dinosaure hadrosàurid que va viure fa uns 70 milions d'anys al Cretaci superior. Les seves restes fòssils s'han trobat a Nord-amèrica (Canadà) i Àsia (Mongòlia); és un dels pocs gèneres de dinosaure coneguts per estar presents en diversos continents. El Saurolophus es distingeix per presentar una cresta similar a un clau que es projectava cap endarrere i cap amunt del seu crani. Era un dinosaure herbívor que es podia desplaçar tant en postura bípede com quadrúpede.
L'espècie tipus, S. osborni, fou descrita per Barnum Brown l'any 1912. L'altra espècie vàlida, S. angustirostris, va viure a l'Àsia, i fou descrita per Anatoli Konstantínovitx Rojdéstvenski. Una tercera espècie és considerada dubtosa.

## Descripció

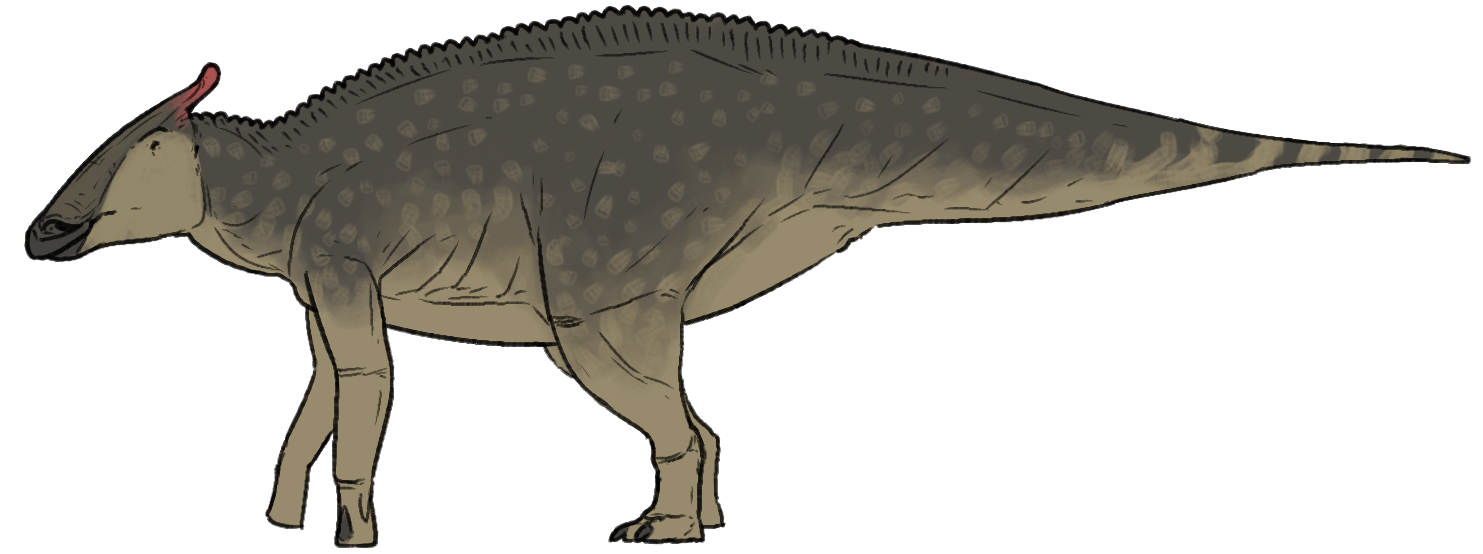
Recreació artística d'un Saurolophus

Saurolophus es coneix a partir de material que inclou esquelets quasi complets, donant als investigadors una imatge clara de la seva anatomia òssia. S. osborni, l'espècie més rara d'Alberta, feia uns 9,8 metres de longitud, amb un crani d'un metre de longitud. El seu pes s'ha estimat en 1,9 tones. S. angustirostris, l'espècie mongola, era més gran; l'esquelet tipus fa aproximadament uns 12 metres de longitud, i consten restes més grans. Al marge de la mida, les dues espècies són virtualment idèntiques, amb falta de diferències per la manca d'estudi.

## Descoberta i història

### Espècies

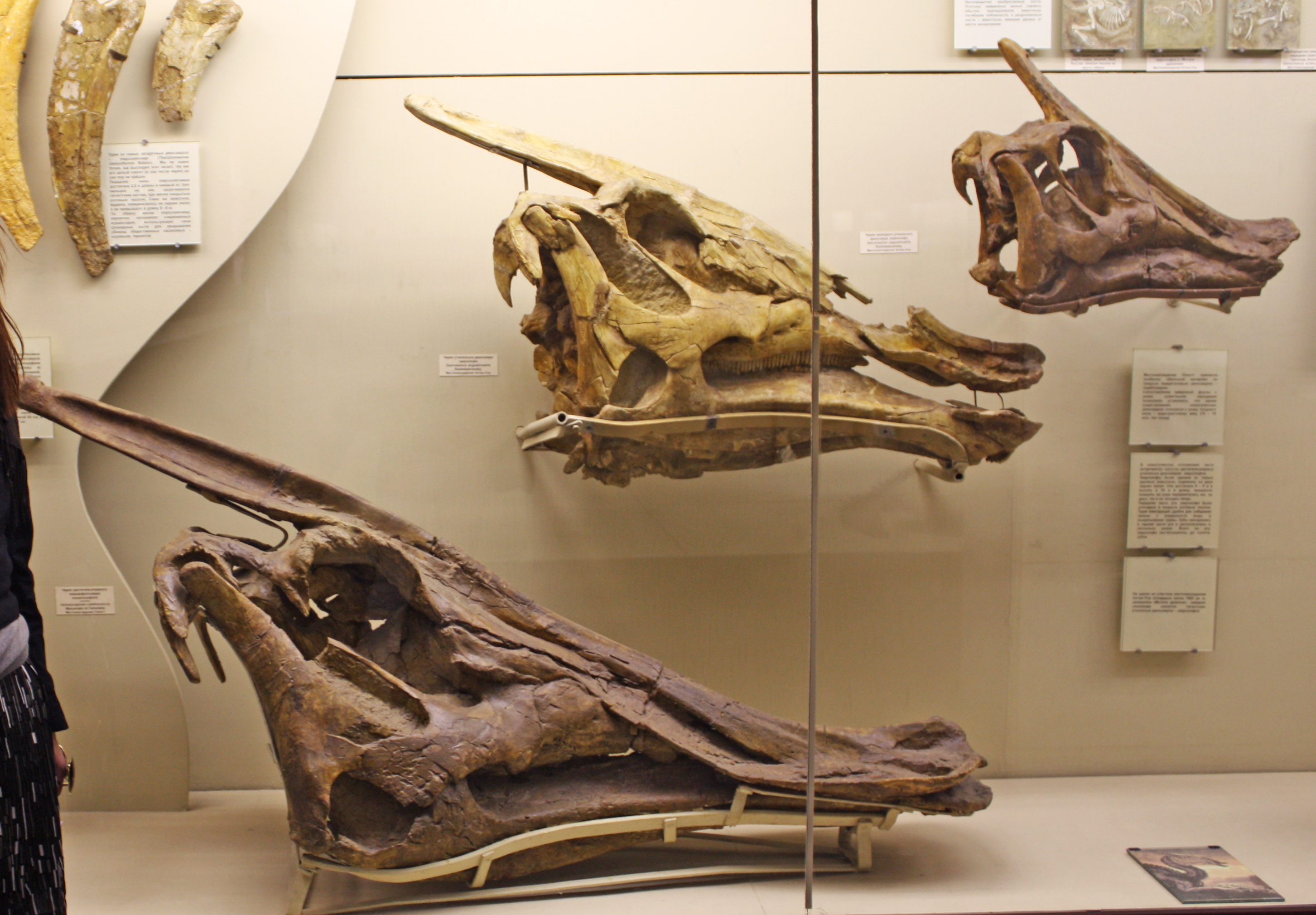
Cranis de Saurolophus, Palaeontological Institute RAS

Dues espècies són considerades vàlides avui en dia: l'espècie tipus S. osborni, i S. angustirostris. S. osborni (Brown, 1912) és coneguda a partir d'un crani i esquelet, dos cranis més complets, i fragments de crani. S. angustirostris (Rozhdestvensky, 1952) es coneix a partir d'almenys quinze espècimens. S, kryschtofovici (Riabinin, 1930) no es considera vàlid; és considerada tant un nom dubtós, o com un sinònim de S. angustirostris (encara que és anterior a S. angustirostris).

## Paleobiologia

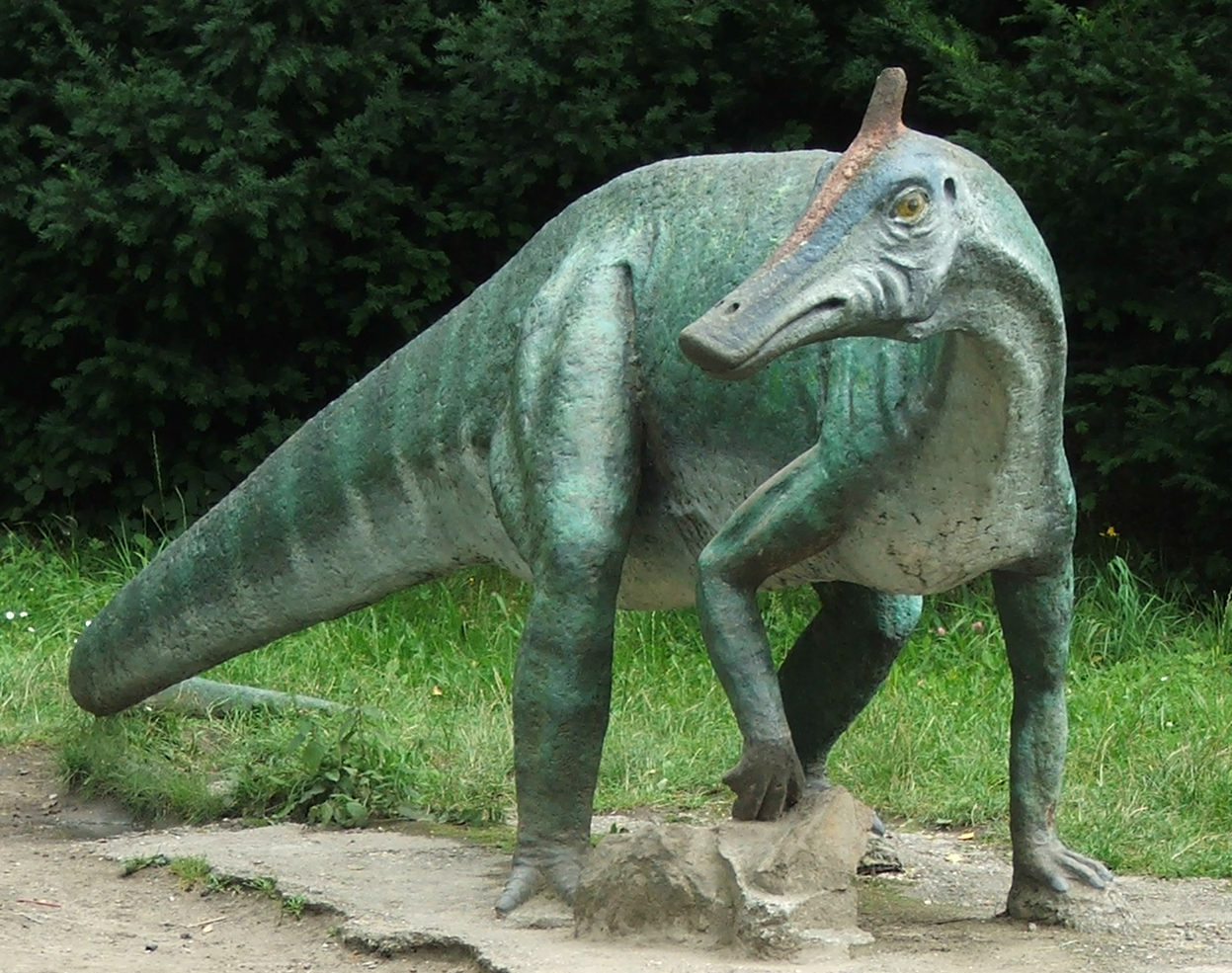
Model de Saurolophus, Silesian Central Park.

Com a hadrosàurid, Saurolophus hauria sigut un herbívor bípede/quadrúpede, menjant una vareitat de plantes. El seu crani permetia un moviment anàleg de molta a la masticació, i les seves dent eren reemplaçades contínuament i empaquetades en bateries dentàries que contenien centenars de dents, només un grapat relatiu d'ells s'utilitzaven cada vegada. El material vegetal hauria sigut arrencat pel seu ample bec, i mantingut en les mandíbules per un òrgan similar a una galta. El seu rang d'alimentació s'hauria estès des del terra fins a una alçada de 4 metres. El comú S. angustirostris hauria sigut un gran herbívor important en la formació de Nemegt, però S. osborni era rar a la formació del Horseshoe Canyon i hauria competit amb altres bec d'ànec (edmontosaure i hipacrosaure).